# Dilbeek

Dilbeeks vapen.

Dilbeek läge inom provinsen Vlaams-Brabant.

Dilbeek är en kommun i Vlaams-Brabant (Flamländska Brabant) ca 15 km väster om Bryssel. Dilbeek har cirka 39.366 invånare (2005), en yta på 41,18 km². Det ger en befolkningstäthet på 956 invånare per km². Ortnamnet kan härledas till år 1075 Dedelbeccha.

## Tätorter
- Dilbeek
- Groot-Bijgaarden
- Itterbeek
- Schepdaal
- Sint-Martens-Bodegem
- Sint-Ulriks-Kapelle